# Lennie James
Lennie James (ur. 11 października 1965 w Nottingham) – angielski aktor telewizyjny, filmowy i teatralny, scenarzysta.

## Życiorys

### Wczesne lata
Urodził się w Nottingham w hrabstwie Nottinghamshire. Jego rodzice pochodzili z Trynidad i Tobago. Jego matka, Phyllis Mary James, zmarła, gdy miał dziesięć lat. Wspólnie z bratem Kesterem, zamiast wyemigrować do Stanów Zjednoczonych, gdzie mieszkali jego krewni, wychowywał się w londyńskim domu dziecka.
W wieku 16 lat opiekował się pracownikiem socjalnym, który miał dwoje starszych dzieci, z którymi się zaprzyjaźnił. W 1988 ukończył londyńską Guildhall School of Music and Drama.

### Kariera
Zaczął pisać sztuki i scenariusze. W 1988 był autorem scenariusza jednego z odcinków serialu BBC Two Screenplay pt. „Between the Craks”, w którym także wystąpił. W 1990 napisał scenariusz do jednego z odcinków serialu policyjnego ITV The Bill (1990) – „Burnside Knew My Father”. Jako scenarzysta serialu BBC Storm Damage (2000), gdzie pojawił się jako Bonaface z Kate Ashfield, w 2001 zdobył nominację do Nagrody Telewizyjnej Akademii Brytyjskiej i otrzymał nagrodę Royal Television Society (RTS).
Zagrał postać Enjolrasa w ekranizacji słynnej powieści Victora Hugo Nędznicy (Les Misérables, 1998) w reżyserii Bille Augusta z Liamem Neesonem i Umą Thurman. Wystąpił potem w komedii kryminalnej Guya Ritchiego Przekręt (2000) u boku Brada Pitta, komediodramacie Michaela Winterbottoma 24 Hour Party People (2002), filmie przygodowym Sahara (2005) wg powieści Clive’a Cusslera oraz dramacie kryminalnym Eliminator (Outlaw, 2007) z Seanem Beanem, Bobem Hoskinsem i Dannym Dyerem.
Kreacja Rudy’ego „Ruda” Guscotta w komedii Petera Cattaneo Szczęśliwa zgrywa (Lucky Break, 2001) z udziałem Jamesa Nesbitta przyniosła mu w 2002 nagrodę BAFTA w kategorii „najlepszy wykonawca w filmie”.
W 2013 otrzymał Online Film & Television Award za „najlepszy gościnny występ aktora - serial dramatyczny” za rolę Morgana Jonesa w serialu Żywe trupy (2010, 2013, 2014–2018).
W 2014 podstawił głos jako Lord Shaxx w grze komputerowej Destiny

## Życie prywatne
Wyemigrował do USA, gdzie ożenił się z Giselle Glasman, z którą ma trzy córki: Romy, Celine i Georgię. Celine i Georgia podjęły naukę w elitarnych uniwersytetach amerykańskich wchodzących w skład tzw. Ivy League.

## Filmografia

### Filmy
- 1997: (The Perfect Blue) jako Danny
- 1998: Zagubieni w kosmosie (Lost in Space) jako Jeb Walker
- 1998: Nędznicy (Les Misérables) jako Enjolras
- 2000: Spotkanie z Jezusem (The Miracle Maker) jako Trybun (głos)
- 2000: Przekręt (Snatch) jako Sol
- 2001: Szczęśliwa zgrywa (Lucky Break) jako Rudy "Rud" Guscott/Hardy w programie rozrywkowym
- 2005: Sahara (Sahara) jako Zateb Kazim
- 2007: (Outlaw) jako Cedric Munroe
- 2010: (Mob Rules) jako C-Note
- 2010: Dla niej wszystko (The Next Three Days) jako Nabulsi
- 2011: Colombiana (Colombiana) jako James Ross
- 2012: Lockout (Lockout) jako Harry Shaw
- 2014: (Swelter) jako Bishop
- 2014: Get on Up: Historia Jamesa Browna (Get on Up) jako Joseph "Joe" James
- 2017: Blade Runner 2049 (Blade Runner 2049)

### Seriale TV
- 2006: Tajniacy (Spooks) jako David Newman
- 2006–2008: Jerycho (Jericho) jako Robert Hawkins
- 2009: Magia kłamstwa (Lie to Me) jako Terry "Tel" Marsh
- 2009: Szpital Three Rivers (Three Rivers) jako doktor Maguire
- 2009: Uwięziony (The Prisoner) jako 147
- 2010–2011: Wyposażony (Hung) jako Charlie
- 2012: Line of Duty jako Tony Gates
- 2010, 2013, 2014–2018: Żywe trupy (The Walking Dead) jako Morgan Jones
- 2018–2023: Fear the Walking Dead jako Morgan Jones

### Sztuki teatralne
- 2004: The Sons of Charlie Paora

### Gry komputerowe
- 2014: Destiny jako Lord Shaxx (głos)[9]